# الباردة (يبعث)

تعديل مصدري - تعديل

الباردة هي إحدى قرى عزلة يبعث بمديرية يبعث التابعة لمحافظة حضرموت، بلغ تعداد سكانها 60 نسمة حسب تعداد اليمن لعام 2004.